# José Raposo

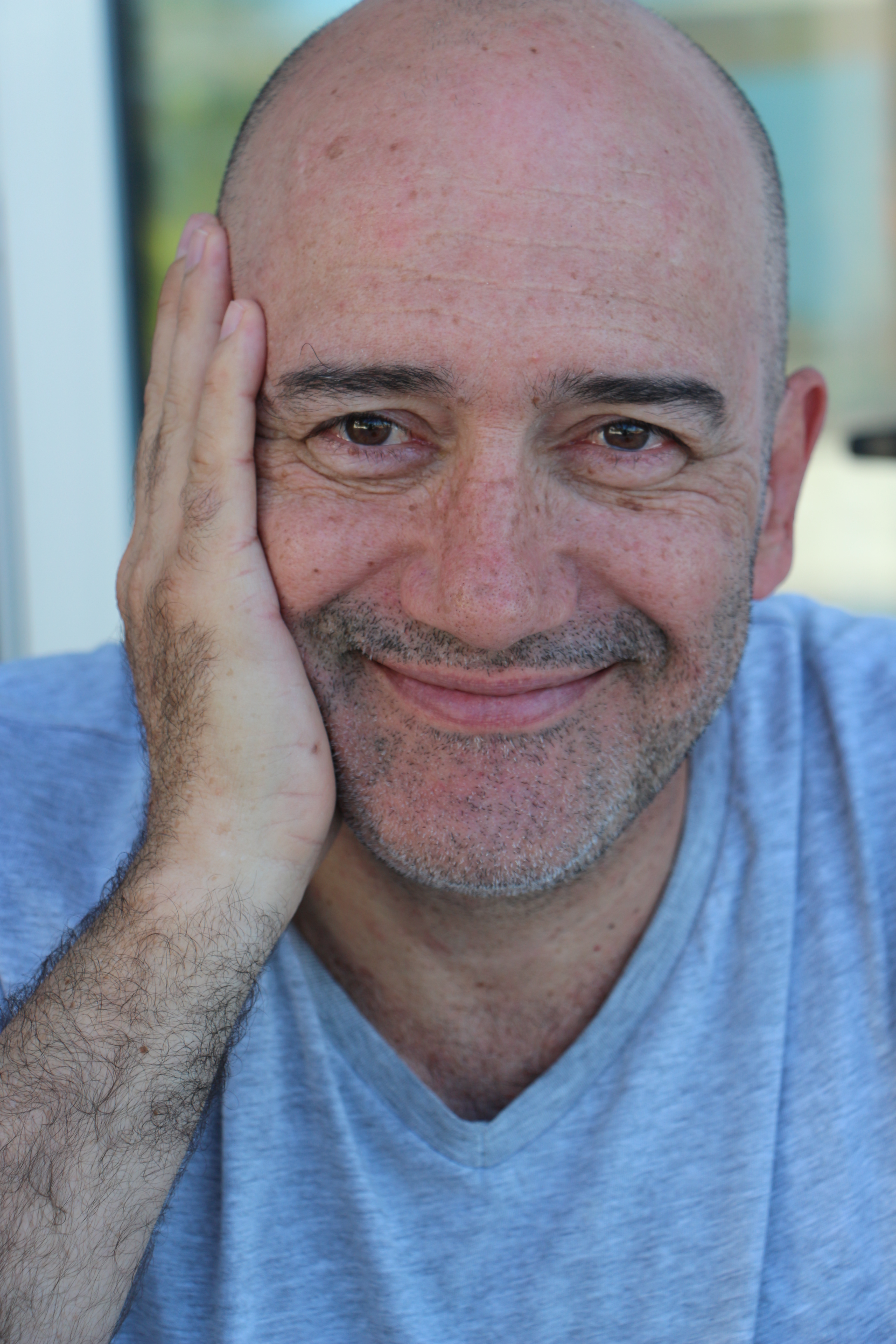
José Raposo (2017)

José Sá Raposo (* 3. Februar 1963 in Dundo, Portugiesisch-Westafrika) ist ein portugiesischer Film-, Theater- und Fernseh-Schauspieler und Synchronsprecher.

## Leben
Raposo wurde in der damaligen portugiesischen „Überseeprovinz“ Angola geboren und wuchs dort auf, bis er 1976 nach Lissabon kam und hier sein Abitur machte. Mit 18 Jahren ging er zu einem Vorsprechen im Teatro Adoque und erhielt dort seinen Einstieg ins Theater, im Kindertheaterstück O Teatrinho von Ermelinda Duarte. Er spielte danach im Revuetheater, noch am Adoque. Seither spielte er in einer Vielzahl ernster, häufig aber komischer Stücke und Revuen. In den 1980er Jahren begann er zudem im Fernsehen aufzutreten, nach Fernsehfilmen (meist Komödien) zunehmend auch in Fernsehserien, Telenovelas und vor allem Sitcoms und komischen Serien.
1993 gab ihm João Botelho seine erste Rolle im Portugiesischen Kino. Auch hier spielte er seither in einer Vielzahl Filmen, häufig Nebenrollen und neben ernsten Rollen häufig auch hier komische Rollen.
Die Synchronisation vor allem von Kinder- und Jugendfilmen sind ein weiteres Tätigkeitsfeld, das er mit seiner Sprechrolle in der portugiesischen Sesamstraße (Rua Sésamo) 1989 begann. Sein Schaffen umfasst alles in allem mehr als 150 Produktionen.
Raposo war mehrfach für Filmpreise nominiert und erhielt dabei auch einige Auszeichnungen, darunter 2016 den Prémio Aquila (für die beste Nebenrolle in O Leão da Estrela), 2017 beim Filmfestival Caminhos do Cinema Português (für die beste Nebenrolle in São Jorge), 2018 den Prémio Sophia (für die beste Nebenrolle in São Jorge) und 2022 den CinEuphoria Award (für seine Mitwirkung in Bem Bom).

## Filmografie
- 1982: Tá Entregue à Bicharada (Fernsehfilm)
- 1986: Volpone (Fernsehfilm); Regie: Norberto Barroca
- 1988: Aqui Há Fantasmas (Fernsehfilm); Regie: Pedro Martins
- 1988: Passerelle (Fernsehserie)
- 1988: Uma Bomba Chamada Etelvina (Fernsehfilm); Regie: Victor Manuel
- 1989: Canto Alegre (Fernsehserie)
- 1989: Rua Sésamo  (Fernsehserie, Sprecher)
- 1989: Ricardina e Marta (Fernsehserie)
- 1990: A Prova dos Novos (Fernsehfilm); Regie: Ruy Ferrão
- 1990: O Posto (Fernseh-Mehrteiler)
- 1990: Um Mistério Misterioso (Fernseh-Mehrteiler)
- 1990: O Cacilheiro do Amor (Fernseh-Mehrteiler)
- 1990: Euronico (Fernsehserie, eine Folge)
- 1990: A Severa (Fernsehfilm); Regie: Rui Nunes
- 1991: Quem Manda Sou Eu (Fernsehserie, eine Folge)
- 1991: O Último dos Marialvas (Fernseh-Theateraufzeichnung)
- 1992: Giras e Pirosas (Fernsehserie, eine Folge)
- 1992–1993: Cinzas (Telenovela)
- 1993: Procura-se (Fernseh-Dreiteiler)
- 1993: Hier auf Erden (Aqui na Terra); Regie: João Botelho
- 1993: Momentos de Glória (Fernsehserie)
- 1993: Cos(z)ido à Portuguesa (Fernsehserie)
- 1993–1994: Verão Quente (Telenovela)
- 1993–1996: Nico d'Obra (Fernsehserie, vier Folgen)
- 1994: Trapos e Companhia (Fernsehserie)
- 1994: Quem Casa Quer Casa (Fernsehserie)
- 1994: A Casa da Paródia (Fernsehfilm); Regie: Santa Martha
- 1994–1995: Desculpem Qualquer Coisinha (Fernsehserie, vier Folgen)
- 1994–1995: Cabaret (Fernsehserie, vier Folgen)
- 1995: Big Show SIC (Fernsehserie)
- 1995: Corte de Cabelo; Regie: Joaquim Sapinho
- 1995: Malta Gira (Fernsehserie, eine Folge)
- 1995: Tudo ao Molho e Fé em Deus (Fernsehserie, eine Folge)
- 1995–1996: A Mulher do Sr. Ministro (Fernsehserie, drei Folgen)
- 1996: Camilo & Filho Lda. (Fernsehserie, eine Folge)
- 1996: Roseira Brava (Telenovela)
- 1996: Primeiro Amor (Telenovela)
- 1996: Polícias (Fernsehserie)
- 1996: Ainda Faltam 3 Anos para o Ano 2000 (Fernsehfilm)
- 1996–1997: Pensão Estrela (Fernsehserie)
- 1997: As Aventuras do Camilo (Fernsehserie, eine Folge)
- 1997: Os Malucos do Riso (Fernsehserie, eine Folge)
- 1997: A Noite Mais Badalada (Fernsehfilm); Regie: Pedro Miguel Martins
- 1997–1998: Não Há Duas Sem Três (Fernsehserie)
- 1997–1999: Nós os Ricos (Fernsehserie)
- 1998: Sapatos Pretos; Regie: João Canijo
- 1998: Os Mutantes – Kinder der Nacht; Regie: Teresa Villaverde
- 1998: As Lições do Tonecas (Fernsehserie, eine Folge)
- 1998: Senhor Jerónimo (Kurzfilm); Regie: Inês de Medeiros
- 1998: Vidas Proibidas - Ballet Rose (Fernsehserie, zwei Folgen)
- 1998: Uma Casa em Fanicos (Fernsehserie, eine Folge)
- 1998: Os Lobos (Fernsehserie)
- 1998: Bolero (Kurzfilm); Regie: Pedro Sena Nunes
- 1998–1999: Docas 2 (Fernsehserie)
- 1998–2000: Médico de Família (Fernsehserie, 117 Folgen)
- 1999: Herman 98 (Fernsehserie, eine Folge)
- 1999: Ó Troilaré, Ó Troilará! (Fernsehfilm); Regie: Salvador Lino
- 1999: Major Alvega (Fernsehserie, eine Folge)
- 2000: Monsanto (Fernsehfilm); Regie: Ruy Guerra
- 2000: Facas e Anjos (Fernsehfilm); Regie: Eduardo Guedes
- 2000: Entre Marido e Mulher (Fernsehserie)
- 2000: Telefona-me (Kurzfilm); Regie: Frederico Corado
- 2000: Natal dos Hospitais - Alcoitão (Fernsehfilm)
- 2000: Tem a Palavra a Revista (Theater, Fernsehübertragung)
- 2000–2001: Jardins Proibidos (Fernsehserie, 148 Folgen)
- 2001: Sie haben meinen Sohn getötet! (Ganhar a Vida); Regie: João Canijo
- 2001: Camarate; Regie: Luís Filipe Rocha
- 2001: Sábado à Noite (Fernsehserie, zwei Folgen)
- 2002: As Contas do Morto; Regie: Rita Nunes
- 2002: Bons Vizinhos (Fernsehserie, 20 Folgen)
- 2003: O Meu Sósia E Eu (Fernsehfilm); Regie: Tiago Guedes
- 2003: Rádio Relâmpago (Fernsehfilm); Regie: José Nascimento
- 2003: Alberto e as Borboletas (Theater, Fernsehübertragung)
- 2004: Noite Escura; Regie: João Canijo
- 2004: Es war einmal in Afrika (A Costa dos Murmúrios); Regie: Margarida Cardoso
- 2004: Querença; Regie: José Edgar Feldman
- 2005: Camilo Em Sarilhos (Fernsehserie, eine Folge)
- 2005: 29 Golpes (Fernsehfilm); Regie: Jorge Paixão da Costa
- 2006: A Revista É Linda (Theater, Fernsehübertragung)
- 2006: Filme da Treta; Regie: José Sacramento
- 2006: Viúva Rica Solteira Não Fica; Regie: José Fonseca e Costa
- 2007: A Escritora Italiana; Regie: André Badalo
- 2007: Corrupção; Regie: João Botelho (nicht von ihm gezeichnet)
- 2007: Resistirei (Fernsehserie, vier Folgen)
- 2007: Call Girl; Regie: António-Pedro Vasconcelos
- 2007: No Tal Hospital (Fernsehfilm); Regie: Paulo Resende
- 2007: Já Viram Isto?!... (Theater, Fernsehübertragung)
- 2007: Meu Coelho Branco (Kurzfilm); Regie: António Duarte
- 2007–2011: Conta-me Como Foi (Fernsehserie, 98 Folgen)
- 2008: O Dia do Regicídio (Fernseh-Miniserie, sechs Folgen)
- 2008: Arte de Roubar; Regie: Leonel Vieira
- 2008–2009: Rebelde Way (Fernsehserie, 202 Folgen)
- 2009: Contrato; Regie: Nicolau Breyner
- 2009: O Último Condenado à Morte; Regie: Francisco Manso
- 2010: Embargo, Regie: António Ferreira
- 2010: Regresso a Sizalinda (Fernsehserie, 22 Folgen)
- 2010–2011: Espírito Indomável (Fernsehserie, 336 Folgen)
- 2011: O Último Tesouro (Fernsehserie, eine Folge)
- 2011: Lumiére Café (Kurzfilm); Regie: André Tadeu
- 2011–2012: Os Compadres (Fernsehserie, drei Folgen)
- 2011–2012: Remédio Santo (Fernsehserie, 90 Folgen)
- 2011–2012: Nico à Noite (Fernsehserie, 40 Folgen)
- 2012: Amor SOS (Fernsehfilm); Regie: Lourenço de Mello
- 2012: Maternidade (Fernsehserie, eine Folge)
- 2012–2013: Louco Amor (Fernsehserie, 282 Folgen)
- 2013: Perto (Kurzfilm); Regie: José Retré
- 2013: 7 Pecados Rurais; Regie: Nicolau Breyner
- 2014: Getúlio; Regie: João Jardim
- 2014: Mar Salgado (Fernsehserie, vier Folgen)
- 2015: Cavern Club; Regie: Gonçalo Castelo Soares
- 2015: O Leão da Estrela; Regie: Leonel Vieira (auch Miniserie)
- 2015–2016: Coração d'Ouro (Fernsehserie, 326 Folgen)
- 2016: Portugal à Gargalhada (Fernsehfilm); Regie: Cristina Verdú
- 2016: Axilas; Regie: José Fonseca e Costa
- 2016: Donos Disto Tudo (Fernsehserie, eine Folge)
- 2016: São Jorge; Regie: Marco Martins
- 2016: Delírio em Las Vedras; Regie: Edgar Pêra
- 2016: A Casa é Minha (Fernsehserie, 20 Folgen)
- 2016–2017: Amor Maior (Fernsehserie, 333 Folgen)
- 2016–2017: País Irmão (Fernsehserie, 18 Folgen)
- 2017: SCHULD nach Ferdinand von Schirach (Fernsehserie, eine Folge)
- 2018: Ruth; Regie: António Pinhão Botelho (auch Miniserie)
- 2018: Linhas de Sangue, Regie: Sérgio Graciano, Manuel Pureza
- 2018: Sara (Fernsehserie, drei Folgen)
- 2018: Conta Um Conto (Fernsehserie, eine Folge)
- 2018–2019: Circo Paraíso (Fernsehserie, 26 Folgen)
- 2019: Häuschen a Herança (Kurzfilm); Regie: Pedro Martins, Paulo A.M. Oliveira
- 2019: O Programa da Cristina (Fernsehserie, eine Folge)
- 2019: Bad & Breakfast (Miniserie, vier Folgen)
- 2019: Technoboss; Regie: João Nicolau
- 2019: Variações; Regie: João Maia
- 2019: O Filme do Bruno Aleixo; Regie: João Moreira, Pedro Santo
- 2019: Sul (Fernsehserie)
- 2019: Golpe de Sorte: Um Conto de Natal (Fernsehfilm); Regie: Carlos Dante
- 2019–2020: Golpe de Sorte (Fernsehserie)
- 2020: Enquanto Houver Santo António (Fernseh-Theateraufzeichnung)
- 2020: Simone, O Musical (Fernsehfilm); Regie: Luís Rua
- 2020: Submissão: Regie: Leonardo António
- 2020–2021: Patrões Fora (Fernsehserie)
- 2020–2021: O Clube (Fernsehserie)
- 2020–2021: Crónica dos Bons Malandros (Fernsehserie)
- 2021: O Som Que Desce na Terra; Regie: Sérgio Graciano
- 2021: Doce (Fernseh-Mehrteiler, zwei Folgen)
- 2021: História do Teatro de Revista em Portugal (Fernseh-Mehrteiler)
- 2021: A Palavra Mágica (Fernsehfilm); Regie: Maria Esperança Pascoal
- 2022: Salgueiro Maia - O Implicado (Fernsehfilm); Regie: Sérgio Graciano
- 2022: Uma Noite no Parque Mayer (Fernseh-Theateraufzeichnung)
- 2022: Volto Já (fernseh-Mehrteiler, zwei Folgen)
- 2022: O Pai Tirano; Regie: João Gomes
- 2022: Da Mood (Fernsehserie, drei Folgen)
- 2022: Cuba Libre (Fernsehserie, drei Folgen)
- 2022: Rui (Miniserie, zwei Folgen)
- 2022: Por Ti (Telenovela)